# Claire Ouedraogo
Claire Ouedraogo est une religieuse et une militante contre les mutilations génitales féminines (MGF) au Burkina Faso . Elle devient présidente de l'Association Songmanegre pour Association féminine songmanegre pour le développement de la femme. ) et l'un des ambassadeurs de la paix de son pays. Elle est choisie comme Femme internationale de courage en mars 2020.

## Biographie
Elle est élevée dans une famille chrétienne qui effectuait un pèlerinage annuel. Très tôt, elle fait le choix d'une vie chrétienne. En 2005, elle participe à des études bibliques avec la chorale d'une nouvelle église. C'est là qu'elle découvre un verset qui bouleverse sa perspective : il évoque que les gens ne se marieront pas mais seront comme les anges après la résurrection. Convaincue que c'est sa vocation, elle se rend au Togo en 2006 pour passer quelques semaines avec des religieuses. Elle devient religieuse le 7 septembre 2013 à Yaoundé au Cameroun où elle est novice depuis deux ans.

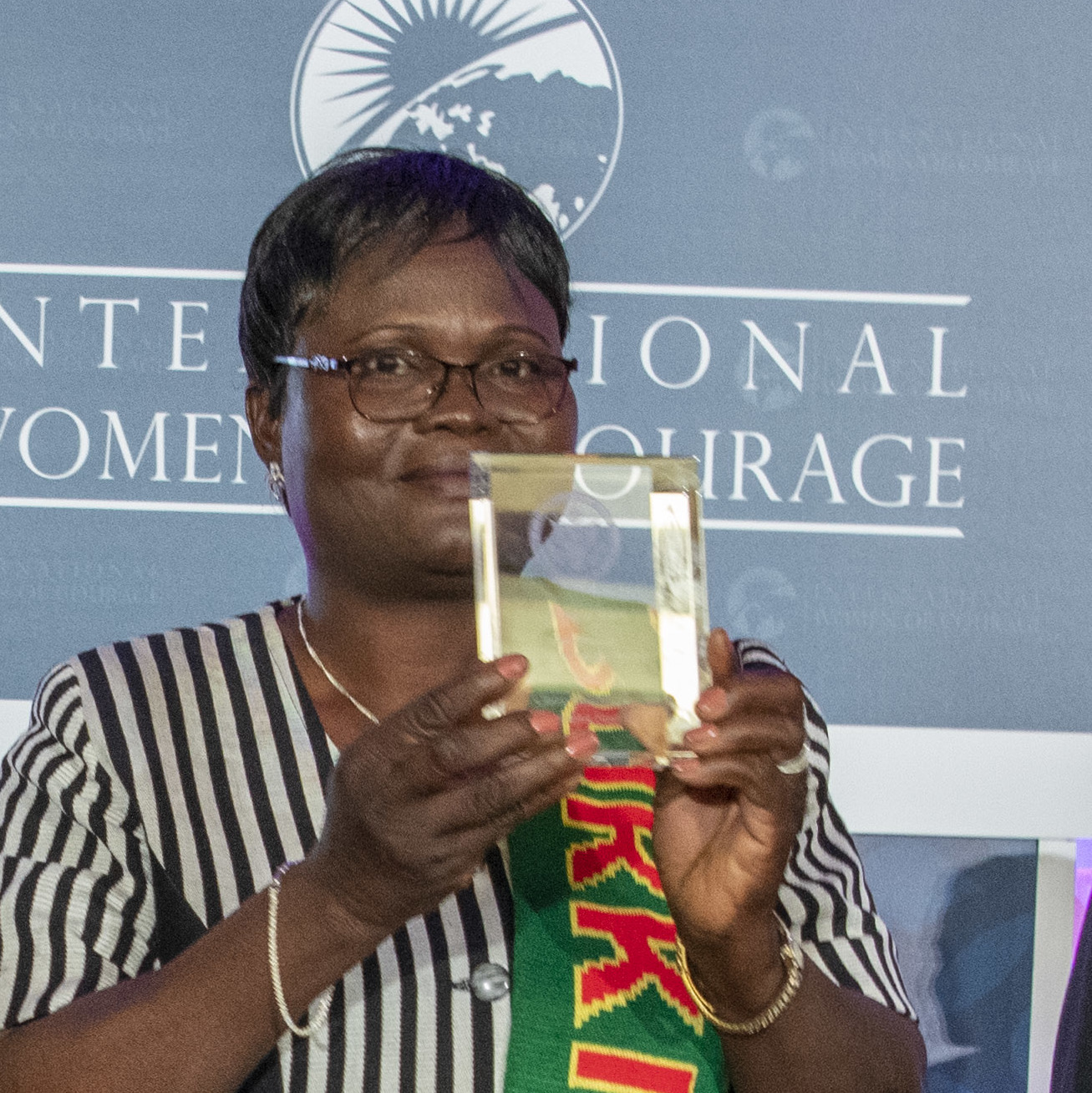
4 mars 2020, remise des prix de la Femme de Courage.

Elle devient présidente de l'Association Songmanegre pour Association féminine songmanegre pour le développement de la femme. ). L'organisation est connue pour sa lutte contre les MGF, mais le groupe soutient les femmes en général avec des programmes incluant la contraception et le microcrédit.
En 2016, le Premier ministre du Burkina Faso, Paul Kaba Thieba, souligne son travail auprès des femmes des campagnes et la nomme ambassadrice de la paix. Dans cette optique, elle poursuit son travail même sous la menace du terrorisme, notamment dans la province de Bam.
Elle est choisie comme Femme internationale de courage le 4 mars 2020 par le secrétaire d'État américain.